# 帕雷斯山
46°39′37″N 11°58′12″E / 46.660197°N 11.969898°E

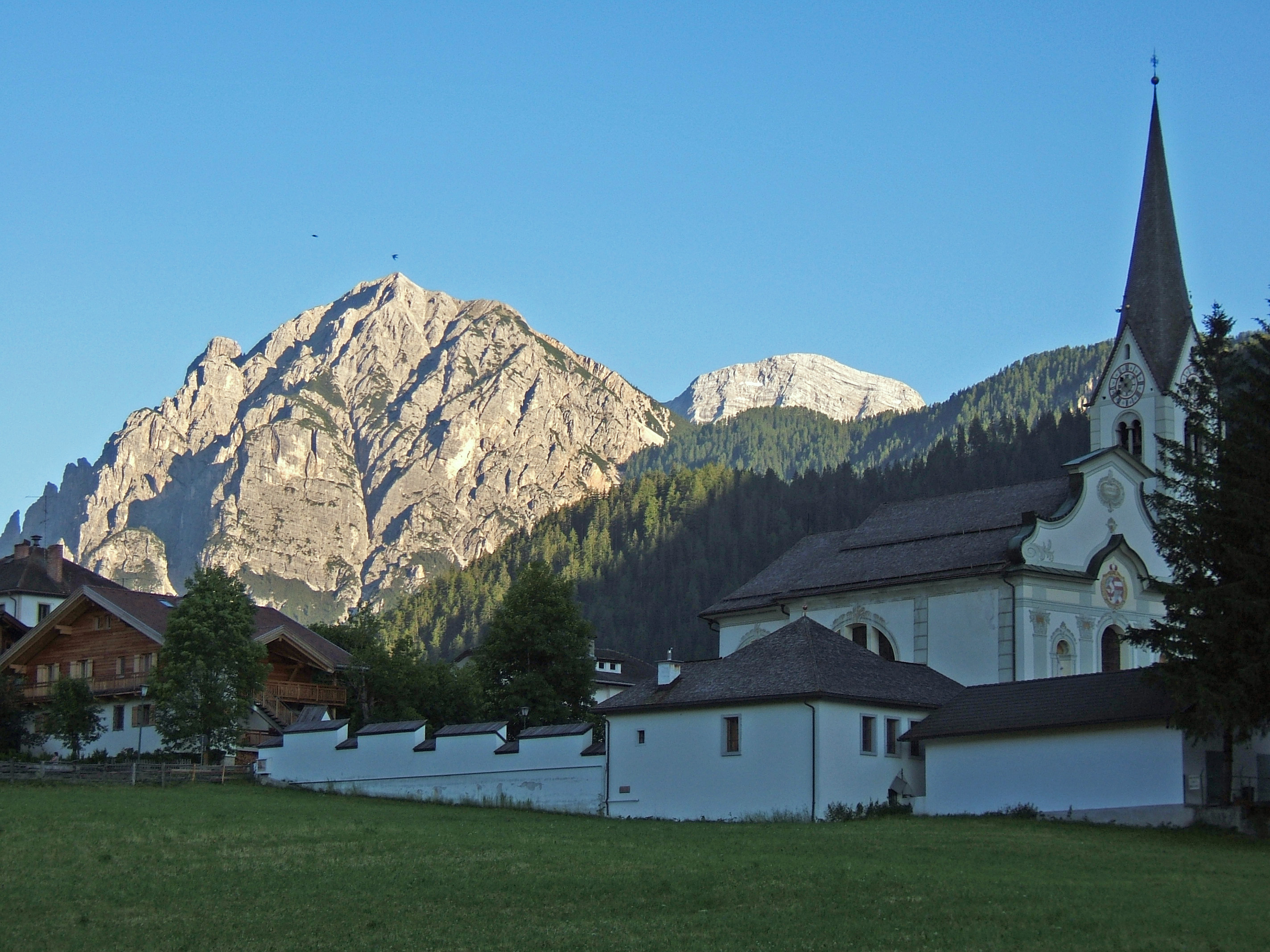

帕雷斯山（義大利語：Pares），是意大利的山峰，位於該國東北部，由特倫蒂諾-上阿迪傑大區負責管轄，屬於法內斯山脈的一部分，處於拉瓦萊以東，海拔高度2,396米。